# Collegio di Llanelli
Llanelli è un collegio elettorale gallese rappresentato alla Camera dei comuni del Parlamento del Regno Unito. Elegge un membro del parlamento con il sistema maggioritario a turno unico; l'attuale parlamentare è Nia Griffith del Partito Laburista, che rappresenta il collegio dal 2005.

## Estensione

Il collegio dal 2010 al 2024

- 1918: il collegio fu istituito nel 1918 come divisione del Carmarthenshire, situato nel sud est della contea. Quest'area, fino al 1918, aveva costituito la parte meridionale del collegio di East Carmarthenshire. Consisteva dell'allora autorità locale del Borough municipale di Llanelly e comprendeva i distretti urbani di Ammanford, Burry Port e Cwmamman, oltre ai distretti rurali di Lanelly e parte di Llandilofawr (cioè le parrocchie civili di Betws, Llandybie e Quarter Bach, e il ward I della parrocchia civile di Llandilo Rural)[1] Il collegio confinava con Carmarthen a ovest e a nord, con Brecon and Radnorshire a nord-est, con Neath a est e con Gower a sud-est. A sud c'era il mare.
- 1950: la successiva redistribuzione dei collegi nel Galles, che ebbe effetto nel 1950, alterò leggermente il confine nord del collegio. Llanelly non confinava più con Brecon and Radnorshire, a Gower si estese verso nord e prese parte del collegio di Neath, che si era in precedenza unito a Camartenshire. Il collegio continuò ad includere le stesse autorità locali del 1918, eccetto una modifica nella scrittura di Llandilo[2] e cioè il borough di Llanelly, i distretti urbani di Ammanford, Burry Port e Cwmamman e il distretto rurale di Llanelly e la parrocchia di Bettws nel distretto rurale di Llandilo. Alle elezioni generali del 1970 il nome del collegio fu cambiato in Llanelli[3] per riflettere il cambiamento sia del nome del borough che del distretto avvenuto nel 1966.[4]
- 1974: il collegio non fu modificato in questa occasione; le autorità locali rimasero le stesse, ad eccezione nei cambi di denominazione: il borough di Llanelli, i distretti urbani di Ammanford, Burry Port e Cwmamman e il distretto rurale di Llanelli e la parrocchia do Bettws nel distretto rurale di Llandeilo.[5]
- 1983: le modifiche alterarono il collegio del 8,4%. Il 96,2% del nuovo collegio era già appartenuto al vecchio, mentre il 3,8% degli elettori venne dall'ex collegio di Camarthen. L'area ora costituiva parte della nuova contea di Dyfed; le unità di governo locale contenute nel collegio erano il borough di Llanelli e i ward 2-6 e 9 del borough di Dinefwr.
- 1997: con questa redistribuzione, il collegio venne ridotto fino a coprire l'area del borough di Llanelli.
- 2010: dalle elezioni generali del 2010, il collegio comprese le divisioni elettorali del Carmarthenshire di Bigyn, Burry Port, Bynea, Dafen, Elli, Felinofel, Glanymor, Glyn, Hendy, Hengoed, Kidwelly, Llangennech, Llannon, Lliedi, Llwynhendy, Pembrey, Pontyberem, Swiss Valley, Trimsaran, Tycroes e Tyisha. Il collegio comprende tutte le 9 comunità del Camarthenshire (Kidwelly, Llanedi, Llanelli, Llanelli Rural,  Llangennech, Llannon, Pembrey and Burry Port Town, Pontyberem e Trimsaran).
- 2024: dalle elezioni generali del 2024, il collegio comprende i ward del Carmarthenshire di Bigyn, Burry Port, Bynea, Dafen, Elli, Felinofel, Glanymor, Glyn, Hendy, Hengoed, Kidwelly, Llangennech, Llannon, Lliedi, Llwynhendy, Pembrey, Pontyberem, Swiss Valley, Trimsaran, Tycroes e Tyisha, già presenti in precedenza nel collegio, con in aggiunta i ward del Carmarthenshire di Gorslas, Llangyndeyrn e St Ishmael, che in precedenza erano parte del collegio di Carmarthen East and Dinefwr.

## Membri del parlamento
| Elezione | Elezione      | Deputato            | Partito             |
| -------- | ------------- | ------------------- | ------------------- |
|          | 1918          | Josiah Towyn Jones  | Coalizione Liberale |
|          | 1922          | John Henry Williams | Laburista           |
| 1936 (S) | Jim Griffiths |                     | Laburista           |
| 1970     | Denzil Davies |                     | Laburista           |
| 2005     | Nia Griffith  |                     | Laburista           |

## Elezioni

### Elezioni negli anni 2020
| Partito                    | Partito                                | Candidato                  | Risultati 4 luglio 2024 | Risultati 4 luglio 2024 |
| Partito                    | Partito                                | Candidato                  | Voti                    | %                       |
| -------------------------- | -------------------------------------- | -------------------------- | ----------------------- | ----------------------- |
|                            | Laburista                              | Nia Griffith               | 12 751                  | 31,30                   |
|                            | Reform UK                              | Gareth Beer                | 11 247                  | 27,60                   |
|                            | Plaid Cymru                            | Rhodri Davies              | 9 511                   | 23,34                   |
|                            | Conservatore                           | Charlie Evans              | 4 275                   | 10,49                   |
|                            | Lib Dem                                | Chris Passmore             | 1 254                   | 3,08                    |
|                            | Verde                                  | Karen Laurence             | 1 106                   | 2,71                    |
|                            | UKIP                                   | Stan Robinson              | 600                     | 1,47                    |
|                            |                                        |                            |                         |                         |
| Iscritti                   | Iscritti                               | Iscritti                   | 71 536                  | 100,00                  |
| ↳ Votanti (% su iscritti)  | ↳ Votanti (% su iscritti)              | ↳ Votanti (% su iscritti)  | 40 744                  | 56,96                   |
| ↳ Astenuti (% su iscritti) | ↳ Astenuti (% su iscritti)             | ↳ Astenuti (% su iscritti) | 30 792                  | 43,04                   |
|                            |                                        |                            |                         |                         |
|                            | Esito: collegio confermato a Laburista |                            |                         |                         |

### Elezioni negli anni 2010
| Partito                    | Partito                                | Candidato                  | Risultati 12 dicembre 2019 | Risultati 12 dicembre 2019 |
| Partito                    | Partito                                | Candidato                  | Voti                       | %                          |
| -------------------------- | -------------------------------------- | -------------------------- | -------------------------- | -------------------------- |
|                            | Laburista                              | Nia Griffith               | 16 125                     | 42,18                      |
|                            | Conservatore                           | Tamara Reay                | 11 455                     | 29,96                      |
|                            | Plaid Cymru                            | Mari Arthur                | 7 048                      | 18,43                      |
|                            | Brexit                                 | Susan Boucher              | 3 605                      | 9,43                       |
|                            |                                        |                            |                            |                            |
| Iscritti                   | Iscritti                               | Iscritti                   | 60 513                     | 100,00                     |
| ↳ Votanti (% su iscritti)  | ↳ Votanti (% su iscritti)              | ↳ Votanti (% su iscritti)  | 38 233                     | 63,18                      |
| ↳ Astenuti (% su iscritti) | ↳ Astenuti (% su iscritti)             | ↳ Astenuti (% su iscritti) | 22 280                     | 36,82                      |
|                            |                                        |                            |                            |                            |
|                            | Esito: collegio confermato a Laburista |                            |                            |                            |

| Partito                    | Partito                                | Candidato                  | Risultati 8 giugno 2017 | Risultati 8 giugno 2017 |
| Partito                    | Partito                                | Candidato                  | Voti                    | %                       |
| -------------------------- | -------------------------------------- | -------------------------- | ----------------------- | ----------------------- |
|                            | Laburista                              | Nia Griffith               | 21 568                  | 53,46                   |
|                            | Conservatore                           | Stephen Davies             | 9 544                   | 23,66                   |
|                            | Plaid Cymru                            | Mari Arthur                | 7 351                   | 18,22                   |
|                            | UKIP                                   | Kenneth Rees               | 1 331                   | 3,30                    |
|                            | Lib Dem                                | Rory Daniels               | 548                     | 1,36                    |
|                            |                                        |                            |                         |                         |
| Iscritti                   | Iscritti                               | Iscritti                   | 60 211                  | 100,00                  |
| ↳ Votanti (% su iscritti)  | ↳ Votanti (% su iscritti)              | ↳ Votanti (% su iscritti)  | 40 342                  | 67,00                   |
| ↳ Astenuti (% su iscritti) | ↳ Astenuti (% su iscritti)             | ↳ Astenuti (% su iscritti) | 19 869                  | 33,00                   |
|                            |                                        |                            |                         |                         |
|                            | Esito: collegio confermato a Laburista |                            |                         |                         |

| Partito                    | Partito                                | Candidato                  | Risultati 7 maggio 2015 | Risultati 7 maggio 2015 |
| Partito                    | Partito                                | Candidato                  | Voti                    | %                       |
| -------------------------- | -------------------------------------- | -------------------------- | ----------------------- | ----------------------- |
|                            | Laburista                              | Nia Griffith               | 15 948                  | 41,34                   |
|                            | Plaid Cymru                            | Vaughan Williams           | 8 853                   | 22,95                   |
|                            | UKIP                                   | Kenneth Rees               | 6 269                   | 16,25                   |
|                            | Conservatore                           | Selaine Saxby              | 5 534                   | 14,35                   |
|                            | Lib Dem                                | Cen Phillips               | 751                     | 1,95                    |
|                            | Verdi                                  | Guy Smith                  | 689                     | 1,79                    |
|                            | People First                           | Siân Caiach                | 407                     | 1,06                    |
|                            | TUSC                                   | Scott Jones                | 123                     | 0,32                    |
|                            |                                        |                            |                         |                         |
| Iscritti                   | Iscritti                               | Iscritti                   | 59 804                  | 100,00                  |
| ↳ Votanti (% su iscritti)  | ↳ Votanti (% su iscritti)              | ↳ Votanti (% su iscritti)  | 38 574                  | 64,50                   |
| ↳ Astenuti (% su iscritti) | ↳ Astenuti (% su iscritti)             | ↳ Astenuti (% su iscritti) | 21 230                  | 35,50                   |
|                            |                                        |                            |                         |                         |
|                            | Esito: collegio confermato a Laburista |                            |                         |                         |

| Partito                    | Partito                                | Candidato                  | Risultati 6 maggio 2010 | Risultati 6 maggio 2010 |
| Partito                    | Partito                                | Candidato                  | Voti                    | %                       |
| -------------------------- | -------------------------------------- | -------------------------- | ----------------------- | ----------------------- |
|                            | Laburista                              | Nia Griffith               | 15 916                  | 42,49                   |
|                            | Plaid Cymru                            | Myfanwy Davies             | 11 215                  | 29,94                   |
|                            | Conservatore                           | Christopher Salmon         | 5 381                   | 14,36                   |
|                            | Lib Dem                                | Myrddin Edwards            | 3 902                   | 10,42                   |
|                            | UKIP                                   | Andrew Marshall            | 1 047                   | 2,79                    |
|                            |                                        |                            |                         |                         |
| Iscritti                   | Iscritti                               | Iscritti                   | 55 662                  | 100,00                  |
| ↳ Votanti (% su iscritti)  | ↳ Votanti (% su iscritti)              | ↳ Votanti (% su iscritti)  | 37 461                  | 67,30                   |
| ↳ Astenuti (% su iscritti) | ↳ Astenuti (% su iscritti)             | ↳ Astenuti (% su iscritti) | 18 201                  | 32,70                   |
|                            |                                        |                            |                         |                         |
|                            | Esito: collegio confermato a Laburista |                            |                         |                         |

### Elezioni negli anni 2000
| Partito                    | Partito                                | Candidato                  | Risultati 5 maggio 2005 | Risultati 5 maggio 2005 |
| Partito                    | Partito                                | Candidato                  | Voti                    | %                       |
| -------------------------- | -------------------------------------- | -------------------------- | ----------------------- | ----------------------- |
|                            | Laburista                              | Nia Griffith               | 16 592                  | 46,94                   |
|                            | Plaid Cymru                            | Neil Baker                 | 9 358                   | 26,48                   |
|                            | Conservatore                           | Adrian Phillips            | 4 844                   | 13,71                   |
|                            | Lib Dem                                | Ken Rees                   | 4 550                   | 12,87                   |
|                            |                                        |                            |                         |                         |
| Iscritti                   | Iscritti                               | Iscritti                   | 55 659                  | 100,00                  |
| ↳ Votanti (% su iscritti)  | ↳ Votanti (% su iscritti)              | ↳ Votanti (% su iscritti)  | 35 344                  | 63,50                   |
| ↳ Astenuti (% su iscritti) | ↳ Astenuti (% su iscritti)             | ↳ Astenuti (% su iscritti) | 20 315                  | 36,50                   |
|                            |                                        |                            |                         |                         |
|                            | Esito: collegio confermato a Laburista |                            |                         |                         |

| Partito                    | Partito                                | Candidato                  | Risultati 7 giugno 2001 | Risultati 7 giugno 2001 |
| Partito                    | Partito                                | Candidato                  | Voti                    | %                       |
| -------------------------- | -------------------------------------- | -------------------------- | ----------------------- | ----------------------- |
|                            | Laburista                              | Denzil Davies              | 17 586                  | 48,58                   |
|                            | Plaid Cymru                            | Dyfan Jones                | 11 183                  | 30,89                   |
|                            | Conservatore                           | Simon Hayes                | 3 442                   | 9,51                    |
|                            | Lib Dem                                | Ken Rees                   | 3 065                   | 8,47                    |
|                            | Verdi                                  | Jan Cliff                  | 515                     | 1,42                    |
|                            | Laburista Socialista                   | John Willock               | 407                     | 1,12                    |
|                            |                                        |                            |                         |                         |
| Iscritti                   | Iscritti                               | Iscritti                   | 58 102                  | 100,00                  |
| ↳ Votanti (% su iscritti)  | ↳ Votanti (% su iscritti)              | ↳ Votanti (% su iscritti)  | 36 198                  | 62,30                   |
| ↳ Astenuti (% su iscritti) | ↳ Astenuti (% su iscritti)             | ↳ Astenuti (% su iscritti) | 21 904                  | 37,70                   |
|                            |                                        |                            |                         |                         |
|                            | Esito: collegio confermato a Laburista |                            |                         |                         |

## Risultati dei referendum

### Referendum sulla permanenza del Regno Unito nell'Unione europea del 2016
|             | Collegio | Lasciare UE % | Rimanere in UE % |
| ----------- | -------- | ------------- | ---------------- |
|             | Llanelli | 55,4%         | 44,6%            |
| Galles      | 52,5%    | 47,5%         |                  |
| Regno Unito | 51,9%    | 48,1%         |                  |